# Tijs Tinbergen
Pour les articles homonymes, voir Tinbergen.
Tijs Tinbergen est un cinéaste néerlandais. Il a réalisé plusieurs documentaires sur les oiseaux, notamment sur le mode de nutrition des étourneaux. Il est le fils de Luuk Tinbergen et le neveu de Jan Tinbergen et Nikolaas Tinbergen.

## Filmographie
- SpreeuwenWerk (1983).
- Gebiologeerd (1994).
- Bejamin's droom (1997).
- The career of an oystercatcher (1998 (?)).
- Koos van Zomeren - Lopende zinnen (2002).
- Bird documentary (2003).
- Bloody Fox : co-réalisé avec Jan Musch[1] (2009)
- MEESTV : co-réalisé avec  Jan Musch[2] (2014)